# Progressione del record mondiale del salto con l'asta femminile

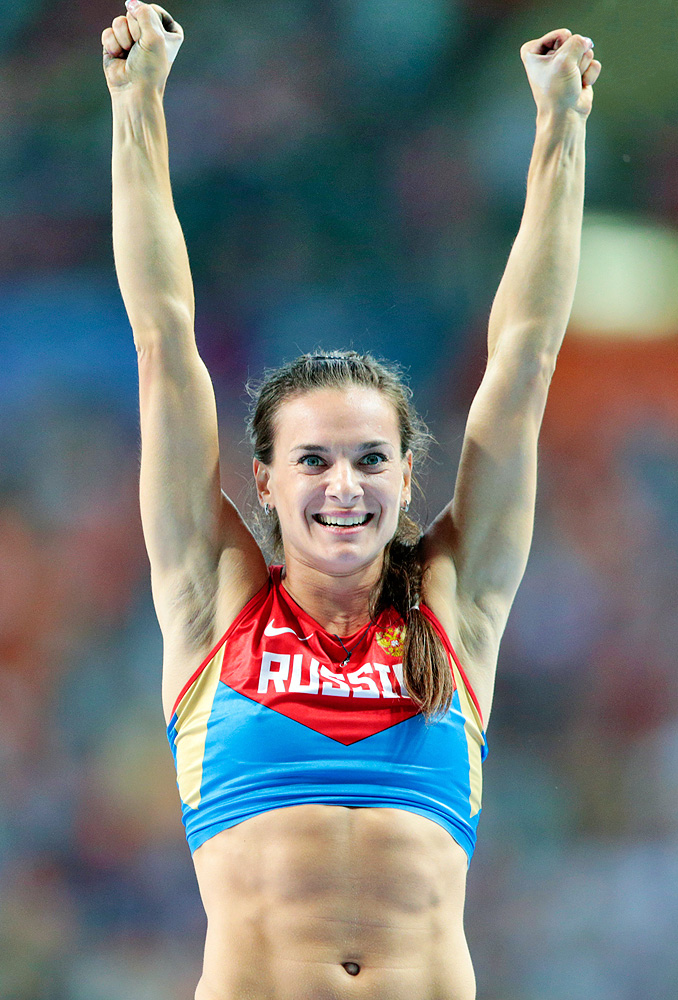
Elena Isinbaeva, detentrice del record mondiale della specialità

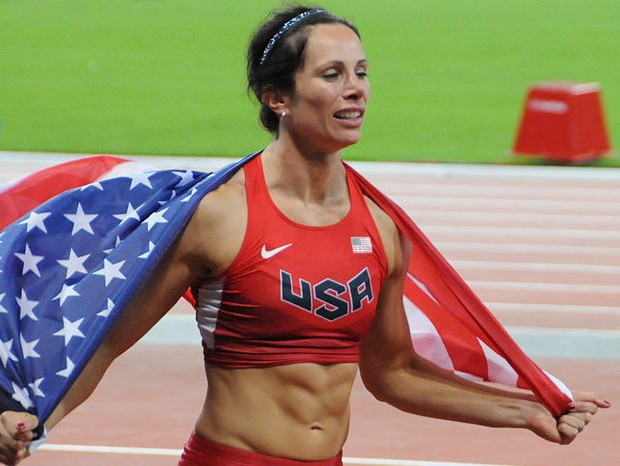
Jennifer Suhr, detentrice del record mondiale indoor della specialità

La voce seguente illustra la progressione del record mondiale del salto con l'asta femminile di atletica leggera.
Il primo record mondiale femminile venne riconosciuto dalla federazione internazionale di atletica leggera nel 1992, mentre il primo record mondiale indoor risale al 1994. Ad oggi, la World Athletics ha ratificato ufficialmente 55 record mondiali assoluti e 55 record mondiali indoor di specialità.

## Progressione

### Record assoluti
| Misura     | Atleta             | Nazione     | Luogo                      | Data              | Note |
| ---------- | ------------------ | ----------- | -------------------------- | ----------------- | ---- |
| 4,05 m     | Sun Caiyun         | Cina        | Nanchino, Cina             | 21 maggio 1992    |      |
| 4,08 m     | Sun Caiyun         | Cina        | Taiyuan, Cina              | 18 maggio 1995    |      |
| 4,08 m     | Zhong Guiqing      | Cina        | Taiyuan, Cina              | 18 maggio 1995    |      |
| 4,10 m     | Daniela Bártová    | Rep. Ceca   | Lubiana, Slovenia          | 21 maggio 1995    |      |
| 4,12 m     | Daniela Bártová    | Rep. Ceca   | Duisburg, Germania         | 18 giugno 1995    |      |
| 4,13 m     | Daniela Bártová    | Rep. Ceca   | Wesel, Germania            | 24 giugno 1995    |      |
| 4,14 m     | Daniela Bártová    | Rep. Ceca   | Gateshead, Regno Unito     | 2 luglio 1995     |      |
| 4,15 m     | Daniela Bártová    | Rep. Ceca   | Ostrava, Rep. Ceca         | 6 luglio 1995     |      |
| 4,16 m     | Daniela Bártová    | Rep. Ceca   | Feldkirch, Austria         | 14 luglio 1995    |      |
| 4,17 m     | Daniela Bártová    | Rep. Ceca   | Gisingen, Austria          | 15 luglio 1995    |      |
| 4,18 m     | Andrea Müller      | Germania    | Zittau, Germania           | 5 agosto 1995     |      |
| 4,20 m     | Daniela Bártová    | Rep. Ceca   | Colonia, Germania          | 18 agosto 1995    |      |
| 4,21 m     | Daniela Bártová    | Rep. Ceca   | Linz, Austria              | 22 agosto 1995    |      |
| 4,22 m     | Daniela Bártová    | Rep. Ceca   | Salgótarján, Ungheria      | 11 settembre 1995 |      |
| 4,25 m     | Emma George        | Australia   | Melbourne, Australia       | 30 novembre 1995  |      |
| 4,28 m     | Emma George        | Australia   | Perth, Australia           | 17 dicembre 1995  |      |
| 4,30 m     | Emma George        | Australia   | Perth, Australia           | 28 gennaio 1996   |      |
| 4,41 m     | Emma George        | Australia   | Perth, Australia           | 28 gennaio 1996   |      |
| 4,42 m     | Emma George        | Australia   | Reims, Francia             | 29 giugno 1996    |      |
| 4,45 m     | Emma George        | Australia   | Sapporo, Giappone          | 14 luglio 1996    |      |
| 4,50 m     | Emma George        | Australia   | Melbourne, Australia       | 8 febbraio 1997   |      |
| 4,55 m     | Emma George        | Australia   | Melbourne, Australia       | 20 febbraio 1997  |      |
| 4,57 m     | Emma George        | Australia   | North Shore, Nuova Zelanda | 21 febbraio 1998  |      |
| 4,58 m     | Emma George        | Australia   | Melbourne, Australia       | 14 marzo 1998     |      |
| 4,59 m     | Emma George        | Australia   | Brisbane, Australia        | 21 marzo 1998     |      |
| 4,60 m     | Emma George        | Australia   | Sydney, Australia          | 20 febbraio 1999  |      |
| 4,60 m     | Stacy Dragila      | Stati Uniti | Siviglia, Spagna           | 21 agosto 1999    |      |
| 4,62 m (i) | Stacy Dragila      | Stati Uniti | Atlanta, Stati Uniti       | 3 marzo 2000      |      |
| 4,63 m     | Stacy Dragila      | Stati Uniti | Sacramento, Stati Uniti    | 23 luglio 2000    |      |
| 4,63 m (i) | Stacy Dragila      | Stati Uniti | New York, Stati Uniti      | 2 febbraio 2001   |      |
| 4,64 m (i) | Svetlana Feofanova | Russia      | Dortmund, Germania         | 11 febbraio 2001  |      |
| 4,66 m (i) | Stacy Dragila      | Stati Uniti | Pocatello, Stati Uniti     | 17 febbraio 2001  |      |
| 4,70 m (i) | Stacy Dragila      | Stati Uniti | Pocatello, Stati Uniti     | 17 febbraio 2001  |      |
| 4,70 m     | Stacy Dragila      | Stati Uniti | Pocatello, Stati Uniti     | 27 aprile 2001    |      |
| 4,71 m     | Stacy Dragila      | Stati Uniti | Palo Alto, Stati Uniti     | 9 giugno 2001     |      |
| 4,81 m     | Stacy Dragila      | Stati Uniti | Palo Alto, Stati Uniti     | 9 giugno 2001     |      |
| 4,82 m     | Elena Isinbaeva    | Russia      | Gateshead, Regno Unito     | 13 luglio 2003    |      |
| 4,83 m (i) | Elena Isinbaeva    | Russia      | Donec'k, Ucraina           | 15 febbraio 2004  |      |
| 4,85 m (i) | Svetlana Feofanova | Russia      | Paiania, Grecia            | 22 febbraio 2004  |      |
| 4,86 m (i) | Elena Isinbaeva    | Russia      | Budapest, Ungheria         | 6 marzo 2004      |      |
| 4,87 m     | Elena Isinbaeva    | Russia      | Gateshead, Regno Unito     | 27 giugno 2004    |      |
| 4,88 m     | Svetlana Feofanova | Russia      | Candia, Grecia             | 4 luglio 2004     |      |
| 4,89 m     | Elena Isinbaeva    | Russia      | Birmingham, Regno Unito    | 25 luglio 2004    |      |
| 4,90 m     | Elena Isinbaeva    | Russia      | Londra, Regno Unito        | 30 luglio 2004    |      |
| 4,91 m     | Elena Isinbaeva    | Russia      | Atene, Grecia              | 24 agosto 2004    |      |
| 4,92 m     | Elena Isinbaeva    | Russia      | Bruxelles, Belgio          | 3 settembre 2004  |      |
| 4,93 m     | Elena Isinbaeva    | Russia      | Losanna, Svizzera          | 5 luglio 2005     |      |
| 4,95 m     | Elena Isinbaeva    | Russia      | Madrid, Spagna             | 16 luglio 2005    |      |
| 4,96 m     | Elena Isinbaeva    | Russia      | Londra, Regno Unito        | 22 luglio 2005    |      |
| 5,00 m     | Elena Isinbaeva    | Russia      | Londra, Regno Unito        | 22 luglio 2005    |      |
| 5,01 m     | Elena Isinbaeva    | Russia      | Helsinki, Finlandia        | 12 agosto 2005    |      |
| 5,03 m     | Elena Isinbaeva    | Russia      | Roma, Italia               | 11 luglio 2008    |      |
| 5,04 m     | Elena Isinbaeva    | Russia      | Monaco                     | 29 luglio 2008    |      |
| 5,05 m     | Elena Isinbaeva    | Russia      | Pechino, Cina              | 18 agosto 2008    |      |
| 5,06 m     | Elena Isinbaeva    | Russia      | Zurigo, Svizzera           | 28 agosto 2009    |      |

### Record indoor
| Misura | Atleta             | Nazione     | Luogo                    | Data             | Note |
| ------ | ------------------ | ----------- | ------------------------ | ---------------- | ---- |
| 4,08 m | Nicole Humbert     | Germania    | Karlsruhe, Germania      | 1º marzo 1994    |      |
| 4,10 m | Sun Caiyun         | Cina        | Zweibrücken, Germania    | 27 gennaio 1995  |      |
| 4,11 m | Sun Caiyun         | Cina        | Pulheim, Germania        | 3 febbraio 1995  |      |
| 4,12 m | Sun Caiyun         | Cina        | Berlino, Germania        | 10 febbraio 1995 |      |
| 4,13 m | Sun Caiyun         | Cina        | Karlsruhe, Germania      | 12 febbraio 1995 |      |
| 4,15 m | Sun Caiyun         | Cina        | Erfurt, Germania         | 15 febbraio 1995 |      |
| 4,20 m | Daniela Bártová    | Rep. Ceca   | Praga, Rep. Ceca         | 24 gennaio 1996  |      |
| 4,21 m | Sun Caiyun         | Cina        | Landau, Germania         | 28 gennaio 1996  |      |
| 4,27 m | Sun Caiyun         | Cina        | Erfurt, Germania         | 31 gennaio 1996  |      |
| 4,28 m | Sun Caiyun         | Cina        | Tientsin, Cina           | 27 febbraio 1996 |      |
| 4,30 m | Emma George        | Australia   | Melbourne, Australia     | 10 dicembre 1996 |      |
| 4,40 m | Emma George        | Australia   | Melbourne, Australia     | 10 dicembre 1996 |      |
| 4,40 m | Stacy Dragila      | Stati Uniti | Parigi, Francia          | 9 marzo 1997     |      |
| 4,42 m | Vala Flosadóttir   | Islanda     | Bielefeld, Germania      | 6 febbraio 1998  |      |
| 4,43 m | Daniela Bártová    | Rep. Ceca   | Praga, Rep. Ceca         | 14 febbraio 1998 |      |
| 4,44 m | Vala Flosadóttir   | Islanda     | Eskilstuna, Svezia       | 14 febbraio 1998 |      |
| 4,45 m | Anžela Balachonova | Ucraina     | Valencia, Spagna         | 1º marzo 1998    |      |
| 4,46 m | Daniela Bártová    | Rep. Ceca   | Berlino, Germania        | 6 marzo 1998     |      |
| 4,47 m | Emma George        | Australia   | Adelaide, Australia      | 7 marzo 1998     |      |
| 4,48 m | Stacy Dragila      | Stati Uniti | Sindelfingen, Germania   | 8 marzo 1998     |      |
| 4,48 m | Daniela Bártová    | Rep. Ceca   | Sindelfingen, Germania   | 8 marzo 1998     |      |
| 4,50 m | Emma George        | Australia   | Adelaide, Australia      | 26 marzo 1998    |      |
| 4,55 m | Emma George        | Australia   | Adelaide, Australia      | 26 marzo 1998    |      |
| 4,56 m | Nicole Humbert     | Germania    | Stoccolma, Svezia        | 25 febbraio 1999 |      |
| 4,57 m | Stacy Dragila      | Stati Uniti | Pocatello, Stati Uniti   | 19 febbraio 2000 |      |
| 4,61 m | Stacy Dragila      | Stati Uniti | Pocatello, Stati Uniti   | 19 febbraio 2000 |      |
| 4,62 m | Stacy Dragila      | Stati Uniti | Atlanta, Stati Uniti     | 3 marzo 2000     |      |
| 4,63 m | Stacy Dragila      | Stati Uniti | New York, Stati Uniti    | 2 febbraio 2001  |      |
| 4,64 m | Svetlana Feofanova | Russia      | Dortmund, Germania       | 11 febbraio 2001 |      |
| 4,66 m | Stacy Dragila      | Stati Uniti | Pocatello, Stati Uniti   | 17 febbraio 2001 |      |
| 4,70 m | Stacy Dragila      | Stati Uniti | Pocatello, Stati Uniti   | 17 febbraio 2001 |      |
| 4,71 m | Svetlana Feofanova | Russia      | Stoccarda, Germania      | 3 febbraio 2002  |      |
| 4,72 m | Svetlana Feofanova | Russia      | Stoccolma, Svezia        | 6 febbraio 2002  |      |
| 4,73 m | Svetlana Feofanova | Russia      | Gand, Belgio             | 10 febbraio 2002 |      |
| 4,74 m | Svetlana Feofanova | Russia      | Liévin, Francia          | 24 febbraio 2002 |      |
| 4,75 m | Svetlana Feofanova | Russia      | Vienna, Austria          | 3 marzo 2002     |      |
| 4,76 m | Svetlana Feofanova | Russia      | Glasgow, Regno Unito     | 2 febbraio 2003  |      |
| 4,77 m | Svetlana Feofanova | Russia      | Birmingham, Regno Unito  | 21 febbraio 2003 |      |
| 4,78 m | Stacy Dragila      | Stati Uniti | Boston, Stati Uniti      | 2 marzo 2003     |      |
| 4,80 m | Svetlana Feofanova | Russia      | Birmingham, Regno Unito  | 16 marzo 2003    |      |
| 4,81 m | Elena Isinbaeva    | Russia      | Donec'k, Ucraina         | 15 febbraio 2004 |      |
| 4,83 m | Elena Isinbaeva    | Russia      | Donec'k, Ucraina         | 15 febbraio 2004 |      |
| 4,85 m | Svetlana Feofanova | Russia      | Paiania, Grecia          | 22 febbraio 2004 |      |
| 4,86 m | Elena Isinbaeva    | Russia      | Budapest, Ungheria       | 6 marzo 2004     |      |
| 4,87 m | Elena Isinbaeva    | Russia      | Donec'k, Ucraina         | 12 febbraio 2005 |      |
| 4,88 m | Elena Isinbaeva    | Russia      | Birmingham, Regno Unito  | 18 febbraio 2005 |      |
| 4,89 m | Elena Isinbaeva    | Russia      | Liévin, Francia          | 26 febbraio 2005 |      |
| 4,90 m | Elena Isinbaeva    | Russia      | Madrid, Spagna           | 6 marzo 2005     |      |
| 4,91 m | Elena Isinbaeva    | Russia      | Donec'k, Ucraina         | 12 febbraio 2006 |      |
| 4,93 m | Elena Isinbaeva    | Russia      | Donec'k, Ucraina         | 10 febbraio 2007 |      |
| 4,95 m | Elena Isinbaeva    | Russia      | Donec'k, Ucraina         | 16 febbraio 2008 |      |
| 4,97 m | Elena Isinbaeva    | Russia      | Donec'k, Ucraina         | 15 febbraio 2009 |      |
| 5,00 m | Elena Isinbaeva    | Russia      | Donec'k, Ucraina         | 15 febbraio 2009 |      |
| 5,01 m | Elena Isinbaeva    | Russia      | Stoccolma, Svezia        | 23 febbraio 2012 |      |
| 5,02 m | Jennifer Suhr      | Stati Uniti | Albuquerque, Stati Uniti | 2 marzo 2013     |      |